# 나의 그녀는 사육주(마리아)님 여동생은 주인님
《나의 그녀는 사육주(마리아)님 여동생은 주인님》(俺の彼女は飼主様、妹はご主人様)은 마나베 스구루가 저자, Bou가 일러스트를 담당한 라이트 노벨이다. 단행본은 후지미 서점, 판타지아 문고에서 발매되었다.
넥스트 판타지아 대상에서 은상 수상 작품으로 수상되었다. 수상시 제목은 '연정·고속도로'로 변경되었으며, 《나의 그녀는 사육주(마리아)님 여동생은 주인님》은 시리즈 제목에 사용하였다.

## 등장 인물
소타(颯太)
주인공. 아르바이트를 하고있다.
코네(琴音)
소타의 동급생.
아오토(蒼斗)
소타의 동창이자 친구.
초능력을 갖추고있다.
히카리(緋香里)
오토의 여동생. 오빠를 좋아하고 있으며, 항상 다가간다. 오빠처럼 초능력의 소유자가 되고 싶어한다.
카에데(楓)
소타의 동급생.
리카오(理科雄)
이과 준비실에 틀어 박혀 주민을 한다.
사키(咲)
소타의 도움을 받고 난 이후 그를 사랑하고있다.
군자란여고에 다니며, 집사를 거느리고있는 정도의 아가씨.

## 단행본 목록
1. 2011년 9월 17일 ISBN 978-4-8291-3686-7
2. 2011년 12월 20일 ISBN 978-4-8291-3706-2